# Premi Nebula
El premi Nebula (Nebula Award) és un premi que concedeix l'associació d'escriptors de ciència-ficció i fantasia dels Estats Units (SFWA). La primera edició va ser el 1965 i no té cap recompensa econòmica. L'escriptor guardonat rep un bloc transparent amb una nebulosa brillant incrustada. Aquest premi, juntament amb el premi Hugo, és un dels guardons de més prestigi dins del gènere.
Les categories de les obres (sempre aparegudes l'any anterior) són: millor novel·la, millor novel·la breu, millor relat i millor relat curt. Anteriorment també es concedia un premi al millor guió.